# XAP (informatique)
Pour les articles homonymes, voir XAP.
XAP est l’acronyme de : eXtensible Ajax Platform. C'est un logiciel produit actuellement sous le développement de l'Apache Software Foundation. XAP est un framework basée sur les déclarations XML servant à construire des applications web de type Ajax.
L'objectif des développeurs est de créer un produit qui s'interface avec les différentes bibliothèques d'Ajax, réduisant le recours aux scripts, et permettant de faciliter la maintenance liée à la programmation Ajax.
Les applications XAP sont définies en utilisant le langage XAL, qui se différencie des autres langages déclaratifs par le fait qu'il comporte des déclarations aussi bien locales qu'accessibles via des requêtes http.
XAP peut s'utiliser avec tout type de serveur web (PHP, .NET, etc.) et n'a pas de prérequis particuliers côté serveur.
Le projet XAP a été retiré de l'incubateur de la fondation Apache le 26 juin 2009 sans s'être qualifié pour devenir un Top Level Project. Le projet est donc abandonné.